# Olenivka (Țebrîkove), Rozdilna
Olenivka (în ucraineană Оленівка) este un sat în comuna Țebrîkove din raionul Rozdilna, regiunea Odesa, Ucraina.

## Demografie
Componența lingvistică a localității Olenivka
     Ucraineană (89,66%)
     Rusă (6,9%)
     Română (3,45%)
Conform recensământului din 2001, majoritatea populației localității Olenivka era vorbitoare de ucraineană (89,66%), existând în minoritate și vorbitori de rusă (6,9%) și română (3,45%).